# Deceuninck
Deceuninck is de naam van een ondernemersfamilie uit West-Vlaanderen die verschillende bedrijven met hun naam hebben opgericht. In 1985 ging het bedrijf naar de beurs van Brussel (nu Euronext), en sinds 2000 heet het bedrijf Deceuninck NV. Deceunink is een van de marktleiders op het gebied van het ontwerp, de vervaardiging en de verkoop van PVC-systemen voor deuren en ramen, gevels en daklijnen, voor toepassingen binnenshuis en in tuinen. Europa levert bijna de helft van de omzet en is daarmee de grootste afzetregio.

## Deceuninck Group

### 1937 - 2000
De oorsprong van de Groep gaat terug tot 1937. Benari Deceuninck, vader van Roger Deceuninck, startte een klein bedrijf in Beveren-Roeselare om allerlei knopen, gespen, kammen, etc. te vervaardigen uit plastic platen.
In de jaren 1960 koos de Groep ervoor om een nieuwe weg in te slaan in de kunststofproductie, en startte die met de extrusie van pvc-korrels (polyvinylchloride) voor de vervaardiging van profielen voor de bouwsector.
Na de succesvolle introductie in de buurlanden Frankrijk, Nederland en het Verenigd Koninkrijk (VK) in midden jaren 70, werd de eerste commerciële dochteronderneming opgericht in Frankrijk, met plaatselijke opslagcapaciteit en plaatselijke kantoren. Daarna volgde een dochteronderneming in het VK en in Spanje. Toen de lokale vraag midden jaren 80 sterk toenam, vooral in Frankrijk en het VK, besloot Deceuninck om lokaal te gaan produceren en werden twee nieuwe productiesites opgericht: een in Roye (Frankrijk), en een in Calne (VK).
Op 11 juni 1985 werden de aandelen van Deceuninck genoteerd op de Beurs van Brussel. Tijdens de tweede helft van de jaren 80 legde Deceuninck zich vooral toe op de verticale integratie van haar processen, met inbegrip van de start van print- en coatingactiviteiten, gevolgd door de start van compounding in het begin van de jaren 90 in Diksmuide (België).
In het midden van de jaren 90 richtte Deceuninck verkoopkantoren en lokale magazijnen op in Polen en Tsjechië. In 1995 volgde de start van extrusieactiviteiten in Poznan (Polen). De eerste stappen op de Amerikaanse markt werden gezet met de overname Acro Extrusions in Wilmington (Delaware) in 1995. In 1997 volgde de overname van American Dayton Technologies van de Alcoa Groep in Monroe (Ohio), waardoor Deceuninck een leiderspositie verwierf op de Amerikaanse markt voor niet-geïntegreerde pvc raamsystemen.

### 2000 - 2010
In het begin van de 21ste eeuw besloot Deceuninck om Ege Profil over te nemen. Turkije was de tweede grootste markt voor pvc-ramen in Europa geworden. In juni 2003 werd het Duitse bedrijf Thyssen Polymer overgenomen van de Thyssen Krupp Groep. Het bedrijf was op dat ogenblik half zo groot als Deceuninck en had een belangrijke extrusiefabriek in Duitsland, en twee productievestigingen in de Verenigde Staten. Eind 2004 nam de Groep het bedrijf Winsa over. Dankzij haar aanwezigheid in Turkije kon Deceuninck niet alleen profiteren van de groei van de lokale Turkse markt, maar ook van het succes van haar Turkse dochterondernemingen in de ontwikkeling van de verkoop in het Midden-Oosten, de Maghreb landen in Noord-Afrika en in Azië. Deceuninck was een van de pioniers in de introductie van houtcomposieten in West-Europa. De productielijn voor terrassen en gevels maakt gebruik van een specifieke formule op basis van pvc onder de merknaam Twinson.
Eind 2008 had de mondiale financiële crisis een impact op de wereldwijde bouwactiviteiten, waardoor Deceuninck zich in de eerste helft van 2009 genoodzaakt zag haar bedrijfsactiviteiten verder aan te passen aan de nieuwe economische realiteit. Het onrechtstreeks verbonden personeelsbestand werd wereldwijd aanzienlijk ingekrompen en in alle filialen werd het direct verbonden personeel in lijn gebracht met het volume. In september 2009 voerde Deceuninck een financiële herstructurering door.

### 2010-vandaag
Vanaf 2010 breidde de Groep verder uit naar de Emerging Markets van Azië, Afrika en Latijns-Amerika. In 2014 werd het Turkse beursgenoteerde bedrijf Pimas overgenomen.
Begin 2011 lanceerde Deceuninck haar nieuwe missie Building a Sustainable Home, gebaseerd op de pijlers Innovatie – Ecologie - Design, en gelinkt aan de drie kernwaarden van de Groep: Trust, Top Performance en Entrepreneurship. 
Op de site van haar bestaande compoundingfabriek in Diksmuide bouwde de Groep een hoogtechnologische recyclagefabriek. De recyclagelijn is bedoeld om de toenemende stroom ramen van de eerste generatie op een kwalitatieve manier te verwerken. De lijn is uitgerust met de modernste recyclagetechnieken die ook glasvezel kunnen recycleren. De lijn is sinds december 2018 volledig operationeel. 
In 2017 lanceerde de Groep Decalu en Tunal, waarmee het productgamma werd uitgebreid met aluminium ramen en deuren, ventilatie en zonwering, naast de IQ Aluminium lijn die al bestond in Turkije. 
In 2019 kondigde de Groep zijn One Europe-strategie aan onder een wereldwijd merk, Deceuninck. In datzelfde jaar won Deceunincks nieuwste raamreeks Elegant de prestigieuze Red Dot Award. Elegant is het ultieme raamconcept van Deceuninck. Het is 100% recycleerbaar, en de best presterende raam- en deuroplossing zonder staal op de markt. Het is de eerste van vele raamontwerpen aangestuurd door Deceunincks nieuwe universele iCOR-platform. 
Ondanks de COVID-19 pandemie kon de Groep zijn winstgevende groeipad hervatten met resultaten die hun hoogste niveau ooit bereikten.
De activiteiten van Tunal werden in 2023 stopgezet.
In juni 2024 nam Stefaan Haspeslagh het roer over van Francis Van Eeckhout als nieuwe CEO.